# رون آدم
رون آدم هو لاعب كرة القدم الكندية كندي، ولد في عقد 1930 في لويدمنستر في كندا، وتوفي في 27 أكتوبر 2014 في ريجاينا في كندا.

## وصلات خارجية
- رون آدم على موقع JustSportsStats.com (الإنجليزية)